# Mint Airways
Mint Airways – hiszpańska linia lotnicza z siedzibą w Madrycie. Oferowała wynajem samolotów oraz loty Ad-Hoc (wynajem samolotu w krótkim czasie, na zamówienie). W dniu 25 maja 2012 roku, firma ogłosiła upadłość.

## Flota
Flota przewoźnika składała się z 2 samolotów Boeing 757-28A (Boeing 757-200). Średni wiek floty to 19,1 lat.